# 张文海 (1905年)
张文海（1905年—1978年），男，吉林长春人，中华人民共和国政治人物，曾任吉林省政协副主席，吉林省人民委员会副省长。